# Aakrosh (film din 1980)
Aakrosh (trad. Furia) este un film de artă indian din 1980 regizat de Govind Nihalani și scris de scenaristul Vijay Tendulkar. Filmul îi are în rolurile principale pe Naseeruddin Shah, Om Puri și Amrish Puri și a câștigat premiul național de film în 1980 pentru cel mai bun lungmetraj în hindi și mai multe premii Filmfare.
A câștigat „Păunul de Aur” pentru cel mai bun film la Festivalul Internațional de Film din India.
Acesta a fost filmul de debut al lui Nihalani, care a continuat să fie cunoscut pentru descrierile sale întunecate și înfricoșător de reale ale neliniștii umane în alte filme alternative emblematice, cum ar fi Ardh Satya și Tamas.
Este pe lista celor 60 de filme care au modelat industria filmului indian pe o perioadă de șase decenii.

## Intrigă
Filmul pare să se bazeze pe un incident adevărat relatat la pagina 7 a unui ziar local, filmul fiind o satiră usturătoare asupra corupției din sistemul judiciar și a victimizării celor defavorizați de către cei capabili și puternici.
Aakrosh face parte din seria de lucrări, bazate pe explorări ale violenței, scrise de renumitul dramaturg Vijay Tendulkar, care mai devreme scrisese scenariul pentru filmul Nishant (1974) realizat de Shyam Benegal și a scris scenariul și pentru filmul de succes al lui Govind Nihalani, Ardh Satya din 1983.
Aici victima este arătată atât de traumatizată de opresiunea excesivă și încălcarea umanității sale, încât nu rostește nici un cuvânt pe aproape toată durata filmului și are doar o privire uluită, deși mai târziu folosește aceeași violență ca instrument pentru a-și exprima propriul sentiment de violență și furie.
Povestea este cea a unui țăran care este asuprit de proprietari de pământ și de șefii săi în timp ce încearcă să își câștige existența ca muncitor zilier. Soția sa, interpretată de Smita Patil, este violată unul dintre șefi care apoi îl arestează pentru a-și ascunde propria crimă. Soția lui se sinucide de rușine.
La scurt timp după moartea tatălui său, poliția îl aduce la locul de înmormântare în cătușe pentru a îndeplini ultimele ritualuri ale tatălui său mort. Stând lângă rugul funerar în flăcări, el îl vede pe șef privindu-i sora sa mai mică cu ochi lascivi. Ghicind soarta care îi este rezervată, el ia un topor și îi taie capul surorii sale pentru a preveni viitorul ei groaznic ca victimă perpetuă, așa cum vede el. După încheierea acestui act nefericit al unui om disperat și asuprit, își ridică fața spre cer și țipă fiind a doua oară când îi auzim vocea în film (prima este într-un flashback, în timp ce încearcă în zadar să-și salveze soția) - o rețetă asemănătoare cu ceea ce făcea Andrei Tarkovski prezentând icoanele în culori strălucitoare la sfârșitul filmului său alb-negru de trei ore, Andrei Rubliov.

## Distribuție
- Naseeruddin Shah în rolul Bhaskar Kulkarni, avocat
- Om Puri în rolul Lahanya Bhiku
- Smita Patil în rolul Nagi Bhiku
- Amrish Puri în rolul procurorului Dusane
- Mohan Agashe în rolul Bhonsle
- Mahesh Elkunchwar în rolul lucrătorului social
- Nana Palsikar în rolul tatălui lui Bhiku
- Achyut Potdar în rolul More, antreprenor forestier
- Bhagyashree Kotnis în rolul sorei lui Bhiku
- Reema Lagoo în rolul dansatorului lavni
- Arvind Deshpande în rolul Dr Vasant M. Patil